# Ter, Ljubno
Ter este o localitate din comuna Ljubno, Slovenia, cu o populație de 230 de locuitori.